# Macrocneme intacta
Macrocneme intacta är en fjärilsart som beskrevs av Max Wilhelm Karl Draudt 1915. Macrocneme intacta ingår i släktet Macrocneme och familjen björnspinnare. Inga underarter finns listade i Catalogue of Life.